# Antonio José Betancor Curbelo
Antonio José Betancor Curbelo (Santa Cruz de Tenerife, 7 d'octubre de 1942 - Madrid, 3 d'octubre de 2006) va ser un guionista i director de cinema canari, mort a Madrid després d'una llarga malaltia.
Va començar a estudiar dret però finalment es va graduar el 1971 a l'Escola Oficial de Cinema. Després de fer dos curts, va rebre una beca de la Fundació Joan March per estudiar a la Universitat de Berkeley a Califòrnia amb el càmera Juan Antonio Ruiz Anchía. En tornar va treballar com a ajudant de direcció de Mario Camus i a TVE va fer alguns episodis de la sèrie Paisaje con figuras. Fins 1978 no va dirigir el seu primer llargmetratge, Sentados al borde de la mañana, con los pies colgando, que va servir de vehicle de llançament de Miguel Bosé i que va guanyar un premi per la banda sonora al Cercle d'Escriptors Cinematogràfics i un premi de la Direcció General de Cinematografia per a nous realitzadors. El 1982 va dirigir Crónica del alba. Valentina, que va rebre el Premi Unicef al Festival de Cinema per a la Joventut i la Infància de Lausana. L'any següent va rodar la segona part, 1919: Crónica del alba 2ª parte, que va representar Espanya al Festival Internacional de Cinema de Venècia. No tornaria a rodar cap llargmetratge fins 1998, quan va fer Mararía, que va ser la guanyadora del Premi Goya a la Millor Fotografia i va obtenir també el Premi a la Millor Pel·lícula en el Festival de Cinema Hispà de Miami. Després es va dedicar a l'ensenyament de la cinematografia i només va rodar el 2004 el curt La mosca cojonera dins l'obra col·lectiva Hay motivo

## Filmografia
- 2004 - Hay motivo
- 1998 - Mararía
- 1983 - 1919: Crónica del alba 2ª parte
- 1982 - Crónica del alba. Valentina
- 1978 - Sentados al borde de la mañana, con los pies colgando
- 1972 - Dos setenta cincuenta y tres, último trabajo
- 1972 - Una escultura